# Julien Minée
Julien Minée, (Nantes (Loira Atlàntic ), 23 de setembre, 1738 - París, 25 de febrer, 1808,), va ser bisbe constitucional de Loire-Inférieure de 1791 a 1793.

## Abans de la Revolució
Fill d'un apotecari i cirurgià de Nantes, embalsamador dels bisbes de Nantes i propietari de la casa Minée, Julien Minée fou ordenat sacerdot el 1769 i nomenat rector de l'església de "Trois-Patrons" a Saint-Denis, prop de París.

## Durant la revolució
Durant la Revolució Francesa, Julien Minée va prestar el jurament cívic exigit per la Constitució Civil del clergat. El 14 de març de 1791, va ser designat bisbe constitucional de la diòcesi de Loire-Inférieure pels electors de la diòcesi, en substitució del bisbe Charles-Eutrope de La Laurencie, un sacerdot anomenat "refractari" per haver rebutjat el jurament requerit al Nació per la Constitució civil del clergat. Consagrat a París el 10 d'abril per Jean-Baptiste Gobel, va prendre possessió de la seva diòcesi el 15 d'abril. Julien Minée va ser acollit amb un cert fervor per la gent de Nantes. Ben establert en el cercle social de Nantes, pròdig d'una eloqüència especialment florida, Julien Minée va crear una il·lusió durant algun temps. De fet, una personalitat força esbiaixada, no va poder reunir al seu voltant una majoria o almenys una forta minoria d'eclesiàstics decidits a "retornar l'església a la seva puresa original".
Va viure poc a Nantes perquè la persecució religiosa va començar el 1792 i quan el 13 d'octubre de 1793 va arribar a la ciutat Jean-Baptiste Carrier, va obtenir la seva abjuració el 16 de novembre. Va presidir l'administració departamental, fet que el va fer sospitar de complicitat amb Carrier i va haver de marxar de Nantes després del 9 de Termidor. La tarda del 4 de desembre de 1793, Julien Minée va participar junt amb Jean-Baptiste Carrier, i els principals membres del Comitè Revolucionari de Nantes, François Louis Phelippes-Tronjolly i els seus col·legues, del municipi, i amb representants de Vincent-la- muntanya, en una reunió on decideixen formar un jurat encarregat d'elaborar una llista de persones proscrites per ofegar-les al riu Loira (Ofegaments a Nantes).
Va escapar de la condemna gràcies a l'amnistia d'octubre de 1795. Es va casar amb Marthe-Félicité Martinet i s'instal·là primer a Saint-Denis i després a París on regentava una botiga de queviures al número 5, rue de l'Arbalète i on va morir el 1808 sense haver estat reconciliat amb l'Església catòlica.
Mig segle després, segons Charles Lefeuve, el «rumor públic» del barri encara conservava el record de la presència d'un bisbe en aquesta antiga casa, avui al número 7 de la rue de l'Arbalète.